# Брокостела
Брокостела (итал. Broccostella) је насеље у Италији у округу Фрозиноне, региону Лацио.
Према процени из 2011. у насељу је живело 1507 становника. Насеље се налази на надморској висини од 300 м.

## Становништво
| 1931. | 1936. | 1951. | 1961. | 1971. | 1981. | 1991. | 2001. | 2011. |
| ----- | ----- | ----- | ----- | ----- | ----- | ----- | ----- | ----- |
| 1.971 | 2.048 | 2.261 | 1.911 | 1.936 | 2.002 | 2.396 | 2.646 | 2.807 |